# Arpunk
Arpunk – wieś w Armenii, w prowincji Gegharkunik. W 2011 roku liczyła 568 mieszkańców.